# Robert Andrews Millikan
Robert Andrews Millikan, ameriški fizik, 22. marec 1868, Morrison, Illinois, ZDA, † 19. december 1953, San Marino, Kalifornija.

## Življenje in delo
Millikan je določil osnovni električni naboj elektrona. Eksperimentalno je preveril Einsteinovo razlago fotoelektričnega pojava in preko Einsteinove fotoelektrične enačbe točno določil Planckovo konstanto. Raziskoval je kozmične žarke.
Leta 1923 je prejel Nobelovo nagrado za fiziko.